# Dmitry Muratov
Dmitri Andrêievitch Muratov (em russo:  Дмитрий Андреевич Муратов; Samara, 30 de outubro de 1961) é um jornalista russo, editor chefe do jornal russo Novaya Gazeta, que editou entre 1995 e 2017. Recebeu o Nobel da Paz de 2021, juntamente com Maria Ressa.

## Biografia
Muratov nasceu em 30 de outubro de 1961 em Kuibyschev, agora chamada Samara. Estudou na Faculdade de Filologia da Universidade Estadual Lomonosov de Moscou por cinco anos, onde descobriu seu interesse pelo jornalismo. Enquanto estava na faculdade fez contato com jornais locais e trabalhou meio período com jornalismo.
Depois de frequentar a Universidade, ele serviu no Exército Soviético de 1983 a 1985. Muratov sempre mencionou a essência de suas atividades nas forças armadas, chamando-se o especialista responsável pela classificação de equipamentos.
Em 1987, Muratov começou a trabalhar como correspondente do jornal Volzhsky Komsomolets. Seus superiores ficaram tão impressionados que, no final do primeiro ano, ele foi nomeado chefe do Departamento da Juventude do Komsomolskaya Pravda e, mais tarde, foi promovido a editor de artigos de notícias. Muratov deixou o Komsomolskaya Pravda em 1988.
Em 1993, Muratov e mais de 50 colegas do Komsomolskaya Pravda saíram para iniciar seu próprio jornal intitulado Novaya Gazeta. O objetivo era criar uma publicação que fosse "uma fonte honesta, independente e rica"  para os cidadãos da Rússia. A missão do jornal é conduzir investigações aprofundadas sobre questões de direitos humanos, corrupção e abuso de poder. A redação do Novaya Gazeta começou com dois computadores, duas salas, uma impressora e nenhum salário para os funcionários e o ex-presidente soviético Mikhail Gorbachev generosamente doou dinheiro para ajudar a pagar salários e e impressões. Muratov ajudou a criar Novaya Gazeta, onde foi nomeado vice-editor.
Em dezembro de 1994 a janeiro de 1995, Muratov foi correspondente na zona de guerra da Primeira Guerra Chechena.
Em 1995, tornou-se chefe do conselho editorial, cargo que ocupou até 2017, quando disse que não se candidataria à reeleição. Em 2019, Muratov concorreu e foi reeleito para chefe do conselho editorial da Novaya Gazeta.
O Novaya Gazeta é conhecido como um dos "únicos jornais verdadeiramente críticos com influência nacional na Rússia hoje" pelo Comitê para a Proteção dos Jornalistas e durante a permanência de Muratov no jornal, seis de seus colegas foram assassinados. Em 2000, Igor Domnikov foi assassinado em um prédio de apartamentos em Moscou; em 2001, Victor Popkov morreu após ser ferido no fogo cruzado de um tiroteio na Chechênia; em 2003, Yury Shchekochikhin morreu após investigar um escândalo de corrupção em que altos funcionários russos estavam envolvidos; Anna Politkovskaya foi assassinada em seu prédio em 2006 depois de passar sua carreira cobrindo a Chechênia e o norte do Cáucaso e em 2009, tanto Anastasia Baburova quanto Natalia Estemirova foram baleadas e mortas.
Muratov deixou o cargo em 2017, creditando a natureza exaustiva de administrar o jornal. Muratov passou mais de 20 anos como editor-chefe. Sua ausência foi breve, pois ele reassumiu seu cargo em 2019, depois que a equipe do jornal votou por seu retorno.

## Premiações

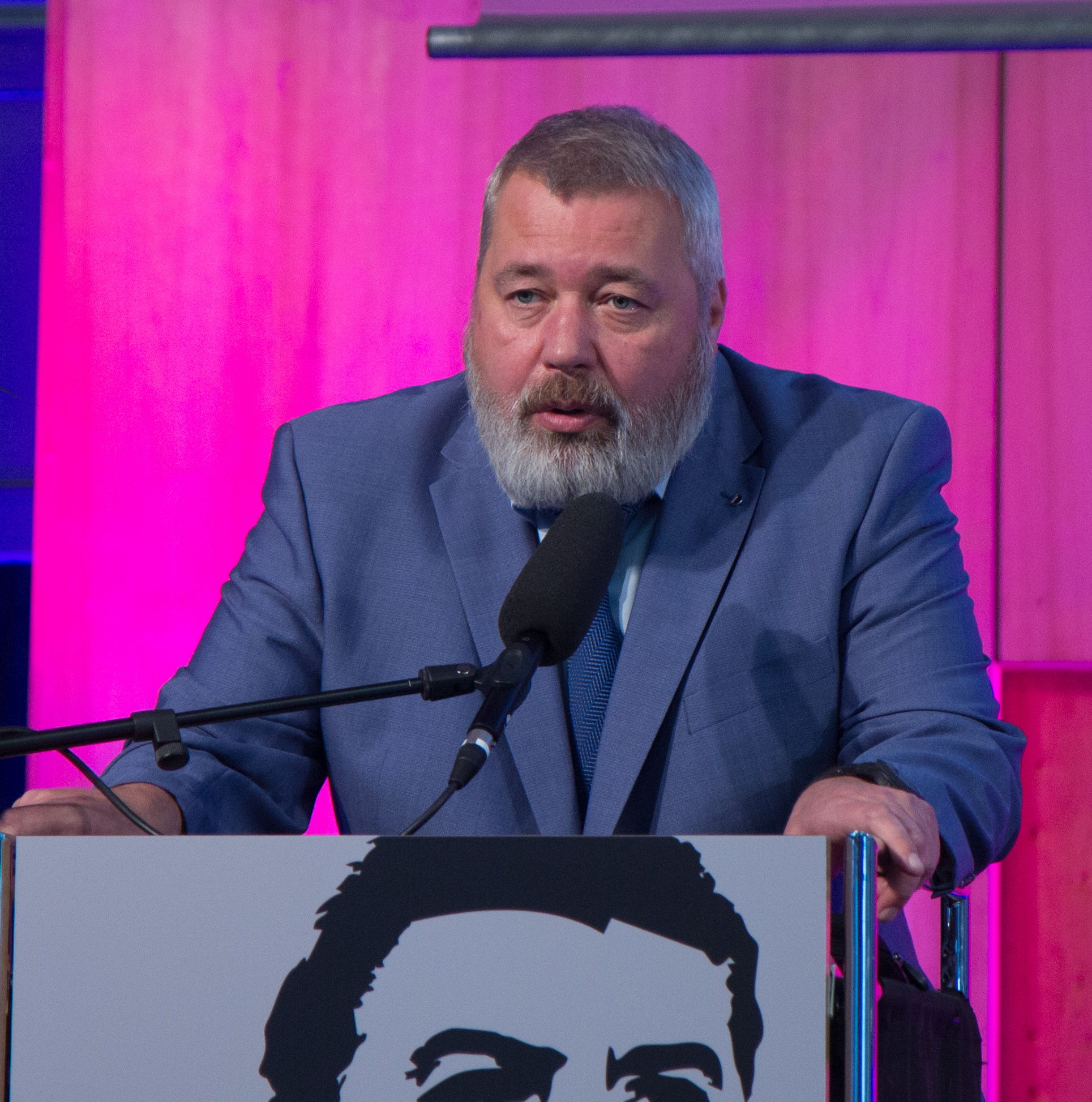
Muratov em 2018

Muratov é um jornalista condecorado que recebeu vários prêmios e homenagens por suas contribuições jornalíticas. Ele recebeu o Prêmio Internacional de Liberdade de Imprensa em 2007 do Comitê para a Proteção de Jornalistas por sua bravura em defender a liberdade de imprensa. Em 29 de janeiro de 2010, ele foi reconhecido pelo governo francês por sua devoção à liberdade dos jornalistas e recebeu a ordem da Legião de Honra,a mais alta condecoração de honra civil da França. Muratov viajou para a Holanda em maio de 2010 para receber o Prêmio Quatro Liberdades em nove do Novaya Gazeta. Em 2016, Muratov recebeu o prêmio Golden Pen of Freedom da World Association of News Publishers.

### Nobel da Paz
Em 2021, Muratov recebeu o Prêmio Nobel da Paz ao lado de Maria Ressa. Receberam o prêmio “por seus esforços para salvaguardar a liberdade de expressão, que é uma condição prévia para a democracia e uma paz duradoura”.

## Política
Muratov é membro do partido político Yabloko.